# Colador xinès
|  | Per a altres significats, vegeu «xinès». |

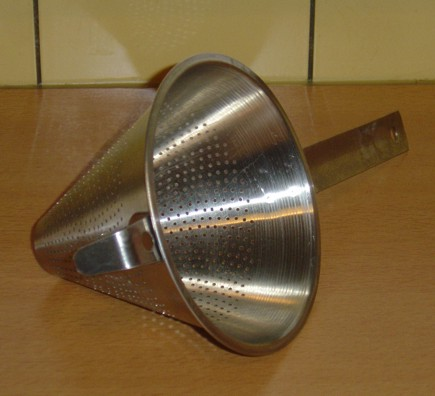
Xinès en acer inoxidable

El colador xinès és un estri de cuina. És un colador fi amb una graella, generalment cònic però sovint de forma esfèrica, utilitzada en particular per colar (és a dir filtrar) les salses o el te. Es distingeix el xinès tradicional del xinès dit estam, que constitueix un sedàs. El seu nom ve probablement de la forma que evoca el tradicional barret xinès dels cultivadors de te qui l'utilitzen també per a preparar el seu te. La forma del xinès recorda igualment la forma dels coladors emprats a la Xina i al Japó per a filtrar el te o el cafè, la qual cosa és un altre origen possible.